# 雷蒂亚

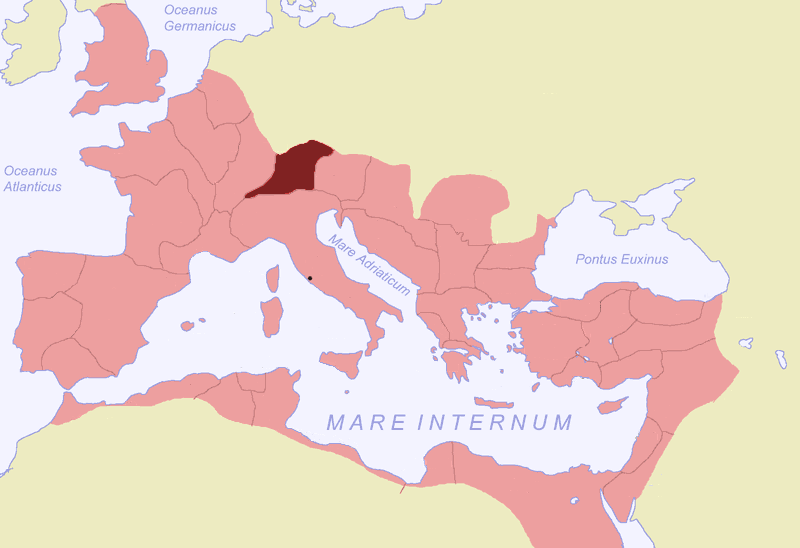
雷蒂亚行省的位置

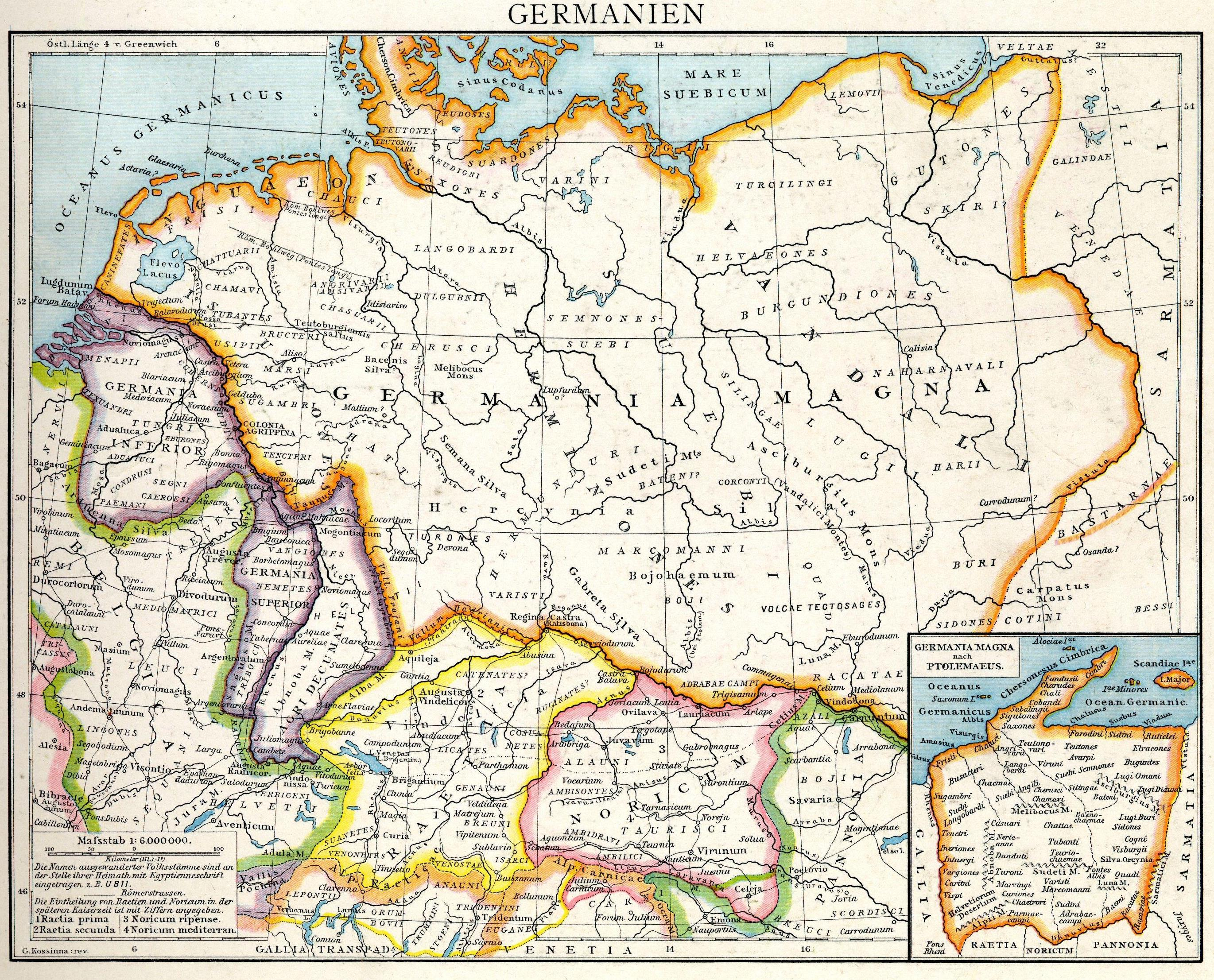
一本1886年出版的地图中雷蒂亚（黄色边）的位置

雷蒂亚（拉丁語：Raetia，或作）是罗马帝国建于公元15年的行省，名字来源于雷蒂亚人（Raeti）。其土地相当于今瑞士东、中部（包括莱茵河上游和博登湖），巴伐利亚南部，上施瓦本，福拉尔贝格州，蒂罗尔大部及一部分伦巴第。具体地来说它包括阿尔卑斯山北麓黑林山东南部、多瑙河和因河流域，向南它的范围达到提契诺-韦尔巴诺山、格勞賓登和北蒂罗尔的部分地区以及艾薩克河的上游河谷。有一段时间它的北界一直延续到多瑙河北岸以外施瓦本格明德的上日耳曼-雷蒂亚边墙。前16年，罗马帝国出兵入侵阿尔卑斯山东部和多瑙河上游地区，数十年后建立了雷蒂亚和诺里库姆两个行省。南方即意大利本土，东南为诺里库姆，西为上日耳曼尼亚。4世纪里雷蒂亚行省被分为第一雷蒂亚行省（南和东南部）和第二雷蒂亚行省两个行省（北和西北部）。雷蒂亚的省会很可能一开始在肯普滕，后来迁移到庫爾和奥格斯堡。
实际上雷蒂亚的范围与原来雷蒂亚人的居住地不完全符合。3世纪里在雷蒂亚的西北部日耳曼人中的阿勒曼尼部落逐渐形成。6世纪里它受东哥特人统治，与此同时在它的东部有更多阿勒曼尼人渗入，他们逐渐演化成巴伐利亚人部落。

## 地理
雷蒂亚的北界同时也是罗马帝国与没有被罗马占领的日耳曼尼亚的边界。在西侧雷蒂亚一开始与比利時高盧接壤，图密善统治时期比利时高卢被分割后雷蒂亚在西侧与上日耳曼尼亞接壤。4世纪时雷蒂亚西侧的行省叫塞夸尼亚，后来改名为大塞夸尼亚。西南侧雷蒂亚与瓦莱和布匿阿尔卑斯行省相邻。雷蒂亚东侧的邻省是诺里库姆。向南雷蒂亚直接与意大利本土接壤，这里本来不分省份，直到公元300年戴克里先统治时期这里成为山南高卢和威尼斯与伊斯特里亚省。
雷蒂亚的具体边界如下：

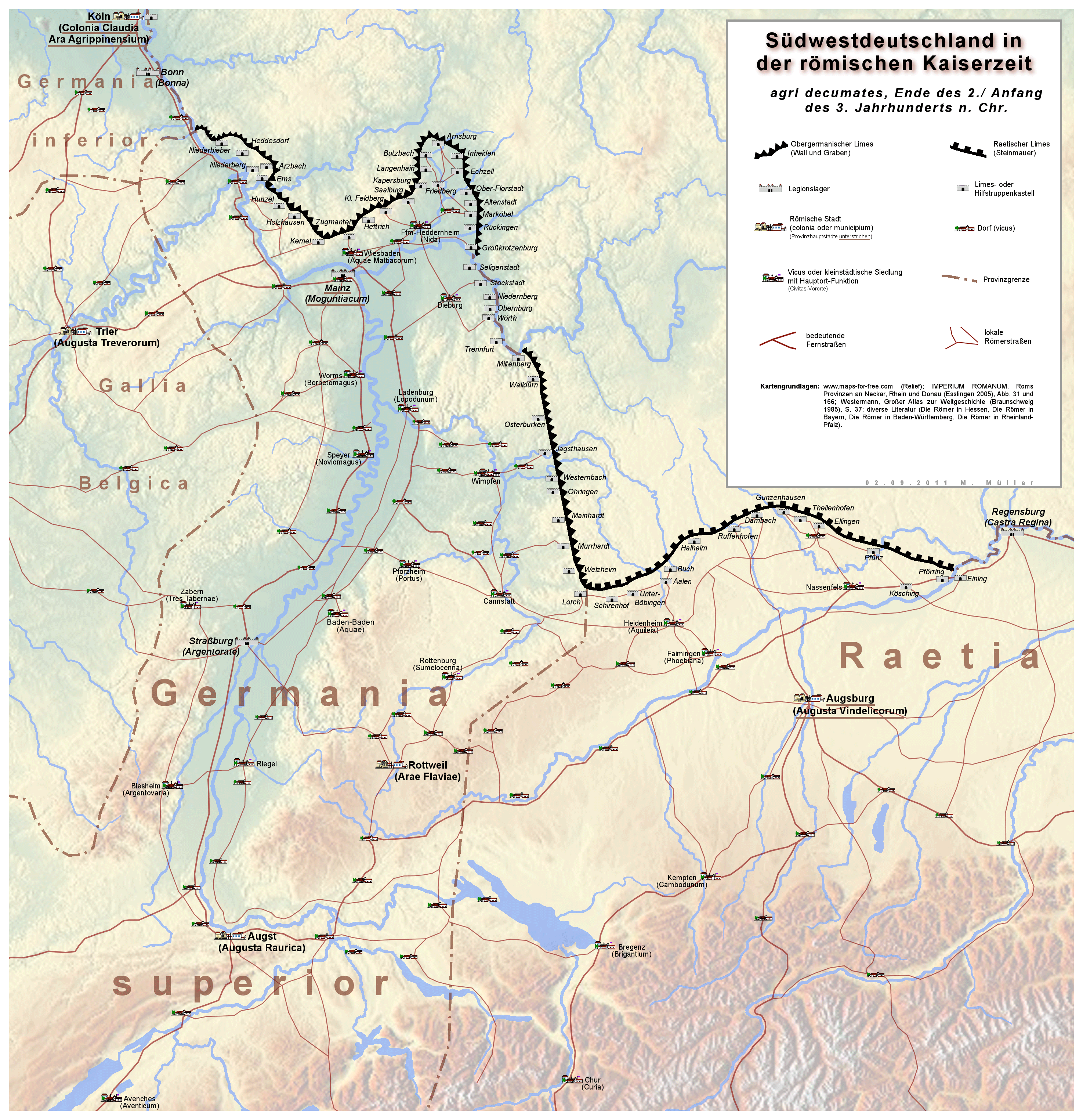
上日耳曼-雷蒂亚罗马边墙及其内地的地图

- 多瑙河是从巴塔瓦兵营（今帕绍）到艾宁兵营（今凱爾海姆附近）的北界和防御线。
- 由此向西，到约公元95年为止多瑙河上游组成雷蒂亚的边界。约公元95年以后长达166千米的雷蒂亚罗马边墙成为雷蒂亚的边界。这道边墙从策流苏姆兵营（今普弗灵）向西北延申到贡岑豪森，然后从那里转向西南到洛爾希。这里是雷蒂亚与上日耳曼行省的边界。边墙从这里转向北。雷蒂亚与上日耳曼的边界则转向南。3世纪里雷蒂亚边墙被放弃，从这个时候开始雷蒂亚的北界由高萊茵、博登湖、伊勒河和多瑙河组成。罗马人从博登湖东岸沿伊勒河到多瑙河建造了一道新的防御线多瑙河-伊勒河-莱茵河边墙。
- 雷蒂亚的西侧边界从博登湖下湖的流出处向南通过普芬到达苏黎世湖和瓦伦湖之间的地区，然后一直延申到上阿尔卑山口。林特河河谷肯定属于雷蒂亚管辖，包括乌塞伦河河谷在内的羅伊斯河河谷以及哈斯利山谷可能属于雷蒂亚管辖[2]。从这里这道边界继续向南跨越富尔卡山口可能一直延申到弗萊奇峰。
- 从那里雷蒂亚的南侧边界向东通过施普吕根山口、玛罗亚山口和韦诺斯塔谷延申到布雷萨诺内（里恩茨河和艾薩克河合流处）。
- 与诺里库姆的边界从布雷萨诺内向北通过齐勒河谷，然后沿因河一直到多瑙河。
- 学者对今天瑞士提契諾州和格勞賓登州内的南侧边界到底在哪里有争议。一个学派把这个边界设定在阿尔卑斯山主山脊。理由是后来米兰、科莫和诺瓦拉教区包括今天提契諾州全境以及梅索科、柏格尔山谷和瓦尔泰利纳，因此他们的推测是这个边界是从罗马时代遗留下来的，当时这些地区就已经属于这3座城市管辖了。另一个学派则认为雷蒂亚的边界在阿尔卑斯山主山脊南，在多莫多索拉、洛迦诺和貝林佐納一带。他们引用阿米阿努斯·馬爾切利努斯留下的文献作为理由：拉丁語：，根据圣希多尼乌斯·阿波利纳里斯和都爾的額我略拉丁語：是位于貝林佐納以南的地区。此外普林尼在他的意大利城镇列表中没有提到这个地区的居民。没有争议的是大多数学者认为柏格尔山谷和瓦尔泰利纳当时属于意大利。至今为止双方都没有能够找到决定性的论据或者考古发现来完全证明他们的理论是正确的[3]。

## 罗马统治

### 原住民
雷蒂亚行省以及后来从它分开的两个行省的名字以及它的省会的名字来自雷蒂亚人和文德利基人这两个部落的名字。据罗马文献到罗马占领这个地区为止这两个部落居住在这个地区的大多数地方。罗马文献也记载说这两个部落不断的侵袭导致公元前15年罗马决定进攻和占据该地。
据罗马文献雷蒂亚人居住在阿尔卑斯山脉科莫-维罗纳一线以北的地区。多名古典时代作家认为他们与伊特拉斯坎人类似。对雷蒂亚语和伊特拉斯坎語碑刻的最新语言学分析支持这个见解。今天基本上认为雷蒂亚人不属于凯尔特人（或者甚至他们的语言不属于印欧语系）。罗马作家描述雷蒂亚人“好战”，今天的学者评论这样的描写为夸张，被用来给罗马入侵阿尔卑斯山脉提供理由。
在同一地区也有凯尔特人比如在今天的韦诺斯塔谷居住的韦诺斯特人部落和亚得里亚海威尼蒂人（他们属于印欧语系，不属于凯尔特人）。今天的威尼托大区（威尼斯及其内地）就是以威尼蒂人命名的。不过博登湖在罗马时期也被称为拉丁語：，由此可见当时他们居住的范围。
前15年尼禄·克劳狄·德鲁苏斯进攻阿尔卑斯山的山口时遇到不列昂尼人。斯特拉波称他们为伊利里亚人。从考古学的观点出发他们也可能是雷蒂亚人。也有人认为雷蒂亚人是凯尔特人和伊利里亚人的混合民族（不过现代的语言学研究否认这个见解）。的确也有古典时期作家认为不列昂尼人，或者甚至于威尼蒂人属于雷蒂亚人。也就是说罗马人对于雷蒂亚人这个概念的定义也不同。贺拉斯把不列昂尼人规入文德利基人。
文德利基人的居住地至少是在今天的奥地利福拉尔贝格州和德国阿尔高地区，可能从那里一直延申到因河和多瑙河。一般认为他们是凯尔特人的一支。古典时代的文献对于罗马以外的“野蛮”民族的记载往往非常不精确，不同作者之间的记载也有冲突，因此很难确定他们的居住范围到底有多大。雷蒂亚人和文德利基人被描写为特别“好战”和“喜好劫掠”。罗马人公元前15年战役的战果报告列举了46个被征服的阿尔卑斯山部落，其中还不包括被摧毁的部落。

### 前25年：罗马向多瑙河进军
前51年尤利烏斯·凱撒把莱茵河设立为罗马帝国的边界。前35年和前28年间屋大維和前三頭同盟马库斯·李锡尼·克拉苏的同名孫子把罗马帝国在巴尔干半岛上的边界推进到多瑙河下游。次年，前27年，屋大维登基罗马皇帝成为奥古斯都。他计划填补莱茵河和多瑙河之间的空缺，使得这两条界河成为抵挡日耳曼民族入侵意大利的防御线。
从公元前25年开始罗马开始把意大利北部前山南高卢行省的北界向雷蒂亚的居民点推进。瓦尔泰利纳被纳入罗马境内，沿阿迪杰河河谷的边境被推到博尔扎诺以北。前15年罗马将军德鲁苏斯（奥古斯都的义子）率兵进入阿尔卑斯山山脉，在特伦托以北他遇到强烈反抗。摧毁防抗力量后德鲁苏斯的主力军跨越布伦纳山口，同时他的侧翼军跨越雷西亚山口来到阿尔卑斯山北部。同年他的兄弟和后来的罗马皇帝提贝里乌斯出兵占领了西侧，然后沿莱茵河河谷一直进发到文德利基人居住的博登湖。据斯特拉波提贝里乌斯在与文德利基人作战时使用博登湖上的一个岛作为他的基地。
前15年的军事行动同时也征服了凯尔特王国诺里库姆。诺里库姆位于雷蒂亚的东部。最后前12年和前9年德鲁苏斯和提贝里乌斯占领了诺里库姆的邻国潘诺尼亚。这样罗马帝国把整个多瑙河变成它的界河。这个战略目标是此后数世纪的决定性战略。

### 1和2世纪：设立和扩展

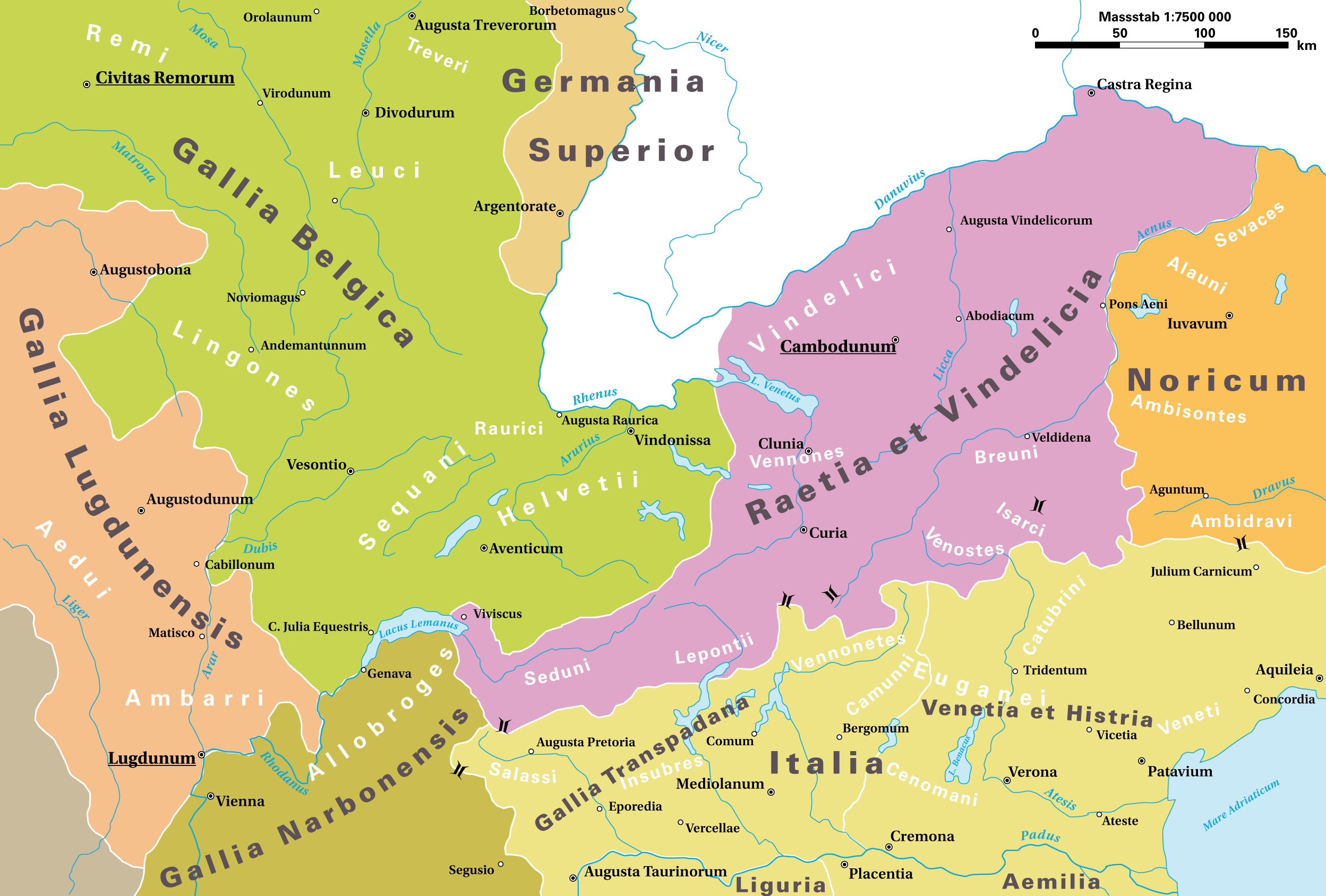
公元14年奥古斯都去世时罗马帝国在阿尔卑斯山区的行省

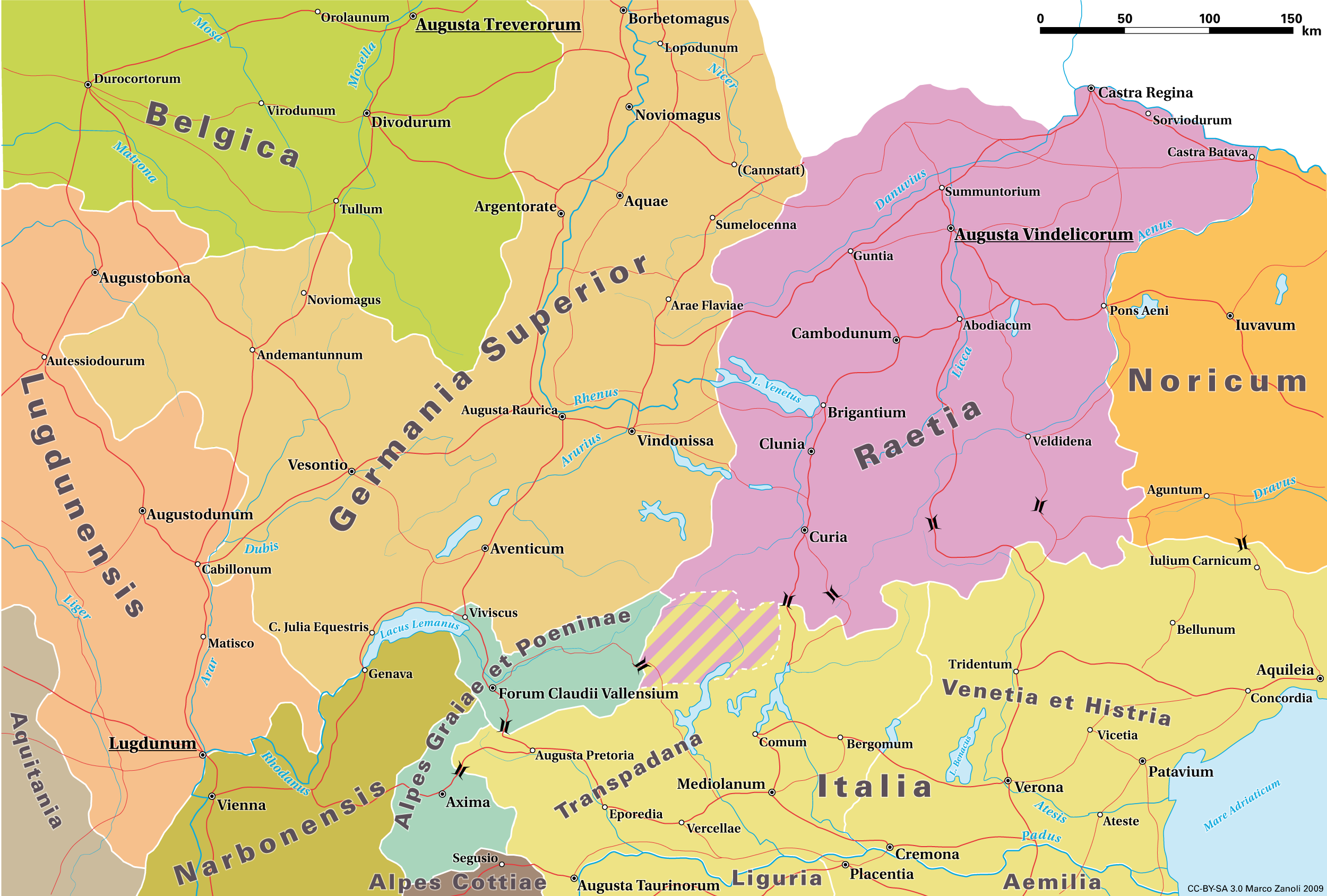
约150年时阿尔卑斯山区的罗马行省

在提贝里乌斯（公元14-37年）和克勞狄一世（公元41-54年）统治期间博登湖以西、多瑙河以南、因河以东，即今天的格勞賓登、福拉尔贝格、南巴伐利亚、上施瓦本以及蒂羅爾北部的地区被综合成一个名为雷蒂亚和文德里西亚的行省，很快它就只被叫做雷蒂亚行省。克勞狄一世统治时从多瑙河源头到今天的雷根斯堡沿多瑙河南岸建造了一条大道，这条大道连接南岸的各兵营，是边界防御系统的一部分。历史学家今天称这条军道为南多瑙河军道。通过克劳狄·奥古斯都大道它直接与奥格斯堡和上意大利相连。瓦莱原本属于雷蒂亚，公元43年被分出独自成省。
此后雷蒂亚的边界从多瑙河北岸继续向北推进。图密善统治时期（公元81-96年）开始建造雷蒂亚罗马边墙。这道边墙是罗马帝国边界的标记，它不沿地理标志或者河流走向，而是多少笔直的。约公元90年边墙建筑到达雷蒂亚的最北点，今天的贡岑豪森。整座边墙是在安敦宁·毕尤统治时期（138年-161年）完工的。
这样一来雷蒂亚的疆域不仅仅超越了文德利基人的居住地，而且向北远远超出了雷蒂亚人的居住地。而他们在因河以南的居住地则被划为意大利本土（这里的居民拥有罗马公民权）。因此瓦尔泰利纳被划入后来的罗马行省山南高卢，而今天的特伦蒂诺-上阿迪杰大区则被划入威尼蒂亚和希斯特利亚省。这些地区在前15年罗马向北进军前就已经属于罗马帝国了。
圖拉真统治时期（公元98年-117年）奥古斯塔·文德里库姆（即今天的奥格斯堡）被提升为省会。此前的省会很可能在坎玻杜农（今天的肯普滕）。行省的财政官必须出自羅馬騎士階級。在馬爾庫斯·奧列里烏斯统治时期，最晚在公元180年，一支罗马军团进驻雷蒂亚（第三意大利军团）。因此在此后数十年里当地财政官的地位上升到元老民选官级。
- 參閱雷蒂亞行省的羅馬輔助軍團

### 3世纪：后撤，阿勒曼人

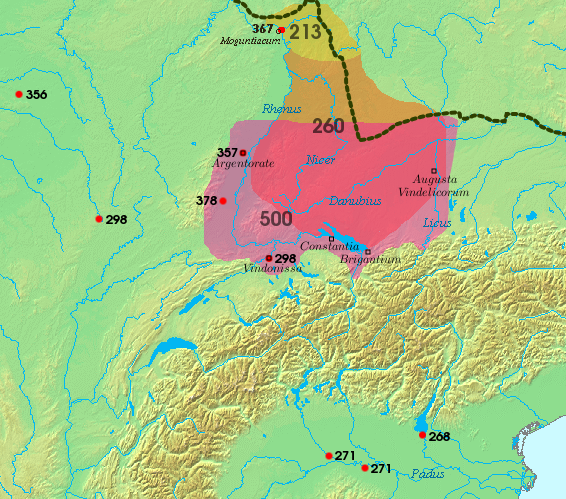
公元200年到500年间阿勒曼人的迁徙和扩张。红点标志战役或劫掠

3世纪初在塞普蒂米烏斯·塞維魯统治时期第二条跨越阿尔卑斯山山脊的大道雷蒂亚大道建成。随三世紀危機多瑙河以北的帝国边界逐渐被放弃。当时遗留下来的文献对整个过程的记录不很清楚。今天对当时情况的分析结果主要来源于新的考古发现。很长时间里学者认为罗马的撤退是由公元260年日耳曼人的进攻导致的。事实上从230年开始日耳曼人，尤其阿勒曼人就开始深入帝国境内抢劫和破坏。当时雷蒂亚的驻兵被削减许多。当时罗马的军事重点是在东部边境针对哥特人和萨珊王朝。在雷蒂亚的帝国军队试图使用堡垒来防御阿勒曼人的劫掠。一些军营把原来大门的两扇门板中的一扇堵死，有些兵营的面积被缩小。从亚历山大·塞维鲁统治时期开始行省的军事和行政权力就开始分离。由于边墙越来越无法阻止阿勒曼人的渗入因此这个措施是必须的。许多甚至在雷蒂亚内地的城市和大多数居民点开始建造防御设施，此外在雷蒂亚开始建造大量小兵营。这些小兵营的少量驻兵主要负责保证大道的安全。253年行省军的人数降低到了历史最低点。在公元260年设立的奥格斯堡胜利神坛上这个省军被称为拉丁語：（省民兵）。
虽然如此阿勒曼人深入雷蒂亚境内。260年布雷根蒂姆（今天布雷根茨）被摧毁。但是294年罗马人通过新的防御设施把边界沿莱茵河上游、博登湖和以勒河稳定下来。约320年-330年奥格斯堡的城墙被加固，城墙上添加四方形的俯瞰城墙的卫楼。多瑙河以北最后的已知的罗马碑文源于约254年加里恩努斯统治时期。260年到280年间帝国完全放弃了对狄古马特农垦区（上日耳曼-雷蒂亚罗马边墙内莱茵河以西和多瑙河以北的地区）的管制，众多兵营也被撤空。虽然罗马军队依然在这个地区行动，但是帝国未能重新占领这个地区或者长期在当地驻军。虽然从理论上帝国从来没有正式更改雷蒂亚的边界，但是实际上行省的边界后退到多瑙河以南和以勒河以西。
沿新边界建造的兵营没有统一的规格，它们的面积只有0.15到0.30或者0.1到1.0公顷。它们有很厚很坚固的水泥护墙，半圆形或方形的卫塔，很重很坚固的大门。它们建造在高地、山脊或者山嘴上。每个兵营驻军120至300人。在布伦茨河畔松特海姆这个居民点甚至于公共浴室、粮仓和水井也有围墙。值得注意的是310年在恺利乌斯山兵营修造的雄伟的仪式厅。这个建筑说明当地有时有高级人物（比如雷蒂亚边防军的总指挥官）到达，还有就是用来迎接阿勒曼人的使者以及护送他们去帝国西部首都（当时在今天的米兰）。君士坦丁大帝和他的儿子们统治时到4世纪中雷蒂亚边界获得了一定安宁。在那里驻扎的兵营一直到5世纪还有驻兵。
在美因河、莱茵河、内卡河和以勒河之间被放弃的狄古马特农垦区里有移入的苏维汇人，还有遗留在那里的凯尔特/罗马居民以及属于日耳曼人的阿勒曼人部落。在10世纪和11世纪时阿勒曼人在東法蘭克王國建立了士瓦本公國（参见地图）。直到今天他们的居住地依然是阿勒曼尼方言地区。

### 4世纪：分割

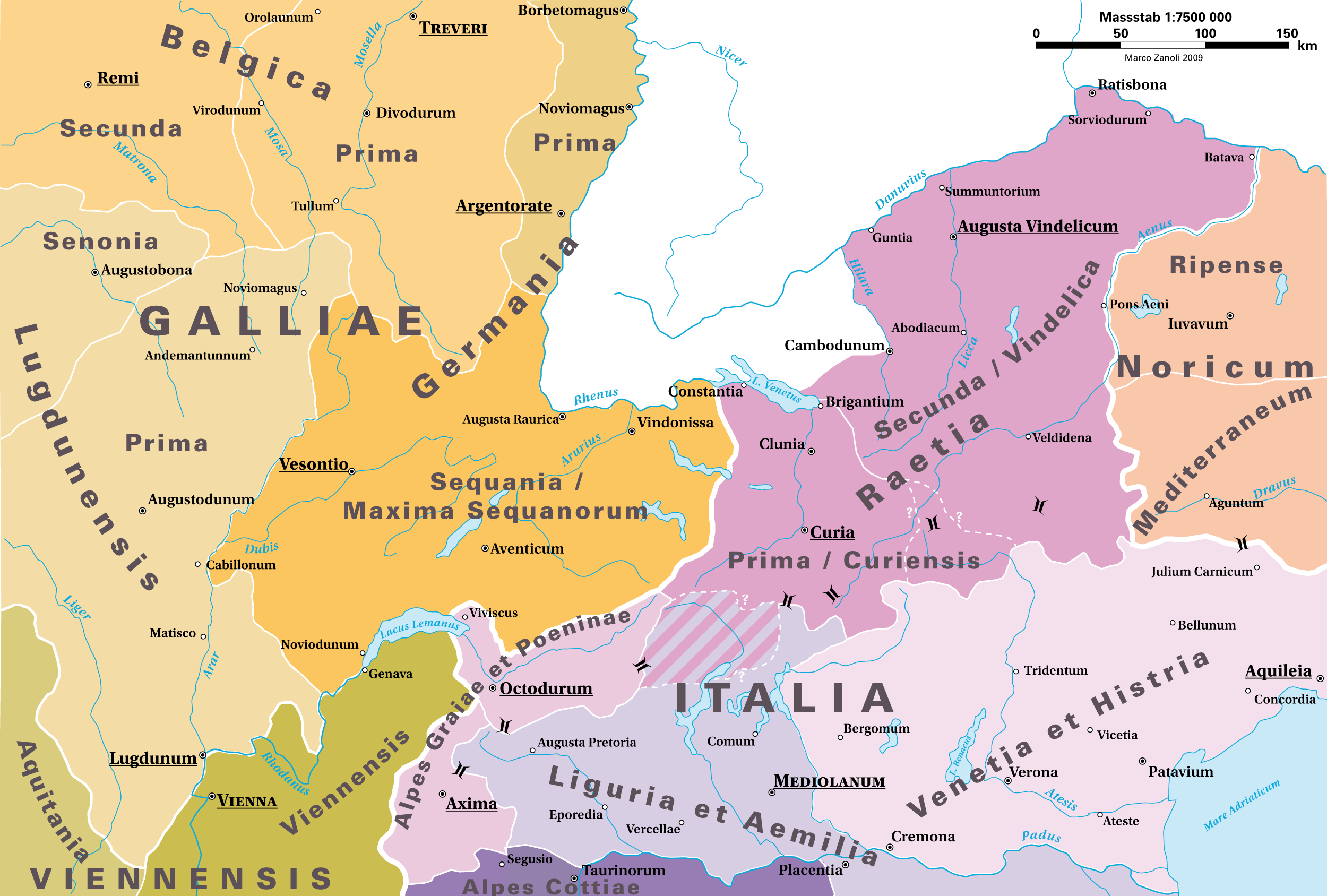
395年阿尔卑斯山区的罗马行省和教区

4世纪初戴克里先做帝国行政区划改革时雷蒂亚被划入意大利管區，同时行省被分成两半：第一雷蒂亚行省和第二雷蒂亚行省。每个行省各有一名都督，称雷蒂亚都督（拉丁語：Dux Raetiae）作为最高军事长官和一名低级省长（拉丁語：Praeses）作为最高行政长官。第二雷蒂亚行省的省会在奥格斯堡。第一雷蒂亚行省的省会后来在庫爾，前期是在布雷根茨还是在肯普滕不明。但是一直到康士坦丁统治时雷蒂亚才真正实际上被分开，在303年和314年的文献里雷蒂亚还被描写为一个省。最早在著作中提到两个雷蒂亚行省的是阿米阿努斯·馬爾切利努斯，估计在354年以后。
文献中没有说明分割的具体界限和两个行省的疆域。19世纪和20世纪初学者认为第二雷蒂亚行省主要是以勒河、多瑙河和因河之间阿尔卑斯山北麓地区，而第一雷蒂亚行省则包括格勞賓登、库夫施泰因以北的阿尔卑斯山区、奥地利境内齊勒爾河以西的中阿爾卑斯山脈。
从1931年开始理查德·休伯格反对这个见解。从此以后学者们认为两个行省之间的边界大约从维马尼亚兵营开始，然后跨过阿尔贝格山，然后大约沿今天瑞士和蒂罗尔的界线（从明斯特尔塔尔到斯泰尔维奥山口）。学者估计第一雷蒂亚行省的范围主要是过去雷蒂亚人的居住范围，而第二雷蒂亚行省的范围则主要是过去文德利基人的居住范围。但是实际上这些部落的居住范围本身也不明确。休伯格的主要理据是后来天主教库尔教区和博爾扎諾-布雷薩諾內教區之间的分界。
可以肯定的是今天的格劳宾登属于第一雷蒂亚行省，而以勒河以东的阿尔卑斯山山麓地区则属于第二雷蒂亚行省。不清楚的地区包括韦诺斯塔谷、拉莫施和蘭德克之间的因河河谷以及以勒河、阿根河和阿尔卑斯莱茵河之间的地区。
357年和358年之间第二雷蒂亚行省遭到朱顿基人和苏维汇人的猛烈攻击。朱顿基人甚至开始进攻防御坚固的城市。360年雷根斯堡、施特劳宾和金青周边的居民点全部因为这些袭击被离弃。幸存者逃到雷根斯堡的兵营，在那里还剩下有数量被大量削减的第三意大利军团。边界守军的供给也越来越成为问题。从塞普蒂米烏斯·塞維魯统治时期开始第三意大利军团的供给是从特伦托组织的。4世纪末时行省必须自己负责大多数当地驻军。政府多次命令不允许罗马居民点逃避上缴给军队的费用，这些命令本身说明当时这些征收这些费用有多困难。第一雷蒂亚行省的补给是通过格劳宾登的山口进行的，而第二雷蒂亚行省则是通过克劳狄·奥古斯都大道和雷蒂亚大道与意大利相连。布伦纳山口上最后设立的里程碑是在尤利安统治时期设立的。
在瓦伦提尼安一世统治时期从369年开始沿罗马帝国沿边境开始修建大量防御设施，在雷蒂亚修建的主要是方形的两层楼的卫塔（边长8到12米，高10到12米）和为第二雷蒂亚行省的驻兵修建谷仓。其目的是守护无人照顾的田野来保证收割。因斯布鲁克的大型粮仓就是在4世纪后半叶建造的。文献中还提到奥格斯堡帝国仓库的总管（拉丁語：Praepositus thesaurum）。过去建造的仓库被修整和加固。守卫塔则主要用来保护交通要道、边界关口（拉丁語：aditus Raetici）和官方邮政。383年和384年朱顿基人在不列颠篡权者马格努斯·马格西穆斯的唆使下再次大规模侵犯雷蒂亚。由于当年的收成特别好马格努斯·马格西穆斯不用太费口舌就说服了朱顿基人。从这个时候开始当地的居民大多数居住在带有防御设施的高处或者大的城市里。

### 古典时代结束：阿勒曼人、法兰克人、东哥特人和巴伐利亚人
5世纪初以勒河和多瑙河上游的大多数兵营里的驻兵已经是日耳曼人了。在梅尔廷根等多处的考古发掘证实这个事实。401年斯提里科出兵对付入侵雷蒂亚的阿勒曼人和汪达尔人。在当地军队的支持下他获胜，与他们签订和平条约。此后他返回意大利与当时正在围攻帝国首都米兰的西哥特人部落首领亚拉里克一世开战。在这个战役中也有雷蒂亚军队参见。由于考古发现没有再发现此后的硬币过去的学术观点是斯提里科把所有罗马驻扎在多瑙河的军队都带走了。但是在克劳狄安的记录里没有提到一个这样大规模的决定。斯提里科是否真的把所有军队都派到意大利去了也不明。很可能被调走的军队在上意大利战役结束后很快回到他们原来的驻地。430年埃提乌斯的军队和朱顿基人又在第二雷蒂亚行省作战。431年埃提乌斯又对文德利基人和其他反叛军作战。在奥格斯堡的一块碑文（位于奥格斯堡大教堂广场上）提到了当时驻扎在当地的部队名称。当时奥格斯堡估计是最后数个依然受罗马行省政府统治的城市之一。在5世纪里日耳曼部队几乎可以没有阻碍地进入罗马帝国北部边境，他们可以深入第二雷蒂亚行省，一直到达阿尔卑斯山山麓。这些部队中有些是趁罗马边界防御不力的机会进入雷蒂亚的抢劫者。有些则是罗马人雇佣对内对外作战的部队（联盟部队）。西羅馬帝國覆灭后他们组成了自己的国家。虽然文献里对许多这些过程没有记录，但是考古发掘却可以部分补充这些缺陷。
到5世纪中沿多瑙河的罗马兵营逐渐全部被放弃，其主要原因不是因为敌人的军事攻击，而是因为补给无法保障，尤其是士兵的军饷无法播发。6世纪初尤金皮乌斯撰写的《圣塞味利传》描写了诺利根的塞味利（约410年出生，482年逝世）的生平，其中也描写了当时的状况。据尤金皮乌斯的描写金青和帕绍的兵营是最后在约470年撤空的，而且的确是因为阿勒曼人不断的劫掠和进攻撤空的。考古发掘可以部分证实这个叙述的正确性。
在金茨堡和伊勒河畔凯尔明茨发掘的墓地里发现的刻章证明到公元400年后在这两个军营里还有部队驻扎。上多瑙河和以勒河之间的兵营里可以证明到420年或430年间还有边防军驻扎。有可能一直到5世纪中他们还驻扎在那里。雷蒂亚西部瓦伦提尼安一世时期建造的卫塔是什么时候被放弃的不明，至今为止没有能够确定证明的考古证据。以勒河中游和肯普腾、布雷根茨之间的卫塔的灰烬证明它们是在4世纪晚期到5世纪初被摧毁的。今天的新乌尔姆附近的堡垒似乎一直到408年有士兵驻扎，估计其中部分是日耳曼雇佣兵。在该堡垒的附近发现了两枚金币，一枚是阿卡狄奧斯铸的，另一枚是君士坦丁三世（在位时间407年至411年）铸的。估计它们是军饷。君士坦丁三世可能为了保护他的疆域从高卢出发占领了这个地区。被发现的他发行的金币是在407年到408年间在今天的里昂铸造的。
今天学术界普遍认为在巴伐利亚古典时候后期罗马有组织的边境防卫到5世纪中彻底结束。但是罗马人和罗马生活方式在当地没有立即消失。尤其在有重兵把守的居民点在此后很久还有考古发现证明当时还有罗马式生活方式。其它的兵营则被完全放弃或者比如位于多瑙河-以勒河-莱茵河边墙上的艾宁根兵营被摧毁。行省不同地区的发展很不一致。比如在庫爾有充分的考古证据说明罗马人继续在那里生活。库尔和它的周边地区受格劳宾登山口的保护，451年还成为主教驻地。由于当地城墙和骑兵、边防兵和野战军的保护在古典时期晚期奥格斯堡也能够保持少许财富和相应的安全。考古发掘证明古典时期晚期的堡垒城市雷根斯堡的居住历史没有断绝过。估计原来的兵营所在地后来成为阿吉洛芬格家族巴伐利亚公爵的行宫。476年西罗马末代皇帝罗慕路斯·奥古斯都退位后罗马对雷蒂亚的管理和边防彻底消失。《圣塞味利传》描写了多瑙河上游罗马势力消散的许多细节，被认为是一部可靠的作品，也描写了一些当时的重要事件。虽然此后依然偶尔有正规军士兵留在他们驻扎的地方，但是他们已经有数年没有拿到军饷了，也丧失了所有军事力量。《圣塞味利传》还记载在古典时代晚期的堡垒城市巴塔维亚（今天的帕绍）还驻扎有一支辅助军队。根据考古发掘在因河对面的老军营里从5世纪后期开始就已经没有军队驻扎了，因此估计这支辅助军驻扎在巴塔维亚的城墙内。尤金皮乌斯是这样总结边防的崩溃的：
罗马帝国还存在的时候许多城市里守卫边墙的士兵是通过公费支付的。当这个措施停止后边墙和部队就都立刻崩溃了。
对于剩下的帝国居民来说军队的撤离是一项双重打击。他们失去了保护的士兵，而且本来已经很低的生活水平继续下降，因为驻扎的士兵对他们来说也是重要的贸易伙伴，而现在这些士兵走了。当地的居民数也降低，根据尤金皮乌斯的记载许多人逃往相对而言比较安全的南方。
逃离他们的城市的行省居民和我们走一条路。在意大利的陌生地区他们分到各自的住房。
不过罗马边防军被撤走和解散后在许多防御坚固的兵营里依然有罗马-日耳曼混合居民居住。有些新到的日耳曼人则在被放弃和被摧毁的军营里定居。6世纪或7世纪巴伐利亚人在艾宁根兵营废墟北部建造了一个新的居民点，并把过去葡萄山上卫塔的废墟改造成一座基督教神坛。
他们与住在博登湖以西的阿勒曼人部落有频繁的文化交换和贸易关系。其它兵营则被完全放弃。《圣塞味利传》写道：
……和其它兵营一样荒芜，被它的居民遗弃。
日耳曼将军奧多亞塞废除西罗马皇帝后名义上把雷蒂亚纳入他的意大利王国。从约500年开始阿勒曼人大量迁入雷蒂亚。但是大多数过去的地名和河流的名字遗留下来了，所有可以推出还有部分罗马化的凯尔特平民留在当地。496年克洛维一世领导的法兰克人击败多瑙河以北的阿勒曼人。506年阿勒曼人在斯特拉斯堡战役中再次被克洛维一世重创。他们原来居住的地方完全被法兰克人占据，在那里居住的阿勒曼人逃亡。他们逃到雷蒂亚。当时占据雷蒂亚的是东哥特军队，马格纳斯·费利克斯·恩诺迪乌斯注释道东哥特军王狄奧多里克大帝506年收纳阿勒曼人，也希望利用他们守护他的疆界，抵抗逼近的法兰克人。狄奧多里克是克洛维的女婿，他写信给克洛维表示理解他的愤怒，但同时也替阿勒曼人求情。他请求只惩罚有罪的人，而且建议从轻惩罚。他保证他会让在雷蒂亚定居的阿勒曼人老实安静。字里行间狄奧多里克表明他已经把双方争议的雷蒂亚地区纳入自己的领域，假如对方不同意他的主权的话他将利用阿勒曼人对付克洛维。
最晚这个时候阿勒曼人的居住地区从以勒河扩展到萊希河流域。今天大多数历史学家和考古学家认为在莱希河以东剩下的凯尔特文德利基人、罗马平民、迁入的阿勒曼人和其他日耳曼人混合逐渐形成了一个新的日耳曼人大族，巴伐利亚人。在罗马帝国崩溃后阿尔卑斯山北麓的居民显然没有突然中断更改，而是持续缓慢融合，这与过去的学术见解完全不同，今天一般认为没有从波西米亚移入的完整的巴伐利亚人部落的迹象。在因河彼岸的诺里库姆的情况也是同样。
考古发掘证明属于第一雷蒂亚行省的区域依然与意大利有很密切的联系，在493到536年间这个区域属于东哥特王国，这显然也是原因之一。虽然对古典时期晚期和中世纪初期的记录很少，因此有许多事件的发展不清楚，但是有些兵营，比如阿爾邦、布雷根茨、康斯坦茨登后来成为中世纪繁茂城市的萌发点。540年东罗马皇帝查士丁尼一世消灭东哥特王国后雷蒂亚跨越阿尔卑斯山向南的联系被中断。意大利对北方的发展没有多少印象，罗马文化和拉丁语的印象也逐渐削弱。但是剩下的混合居民的语言里还是留下了凯尔特和罗马的词汇和地名。6世纪爱尔兰僧侣圣皮而明在博登湖发现“野蛮化严重”的基督教信徒。在赖谢瑙岛上开始建造新的教堂和修道院。
阿尔卑斯山南麓与意大利的政政治，尤其文化，联系依然维持了很长事件，拉丁语或罗曼什语以及基督教信仰在民族大遷徙时期得以保存。后来雷蒂亚这个名称只在第一雷蒂亚行省的区域还有使用。

## 中世纪：再度分化

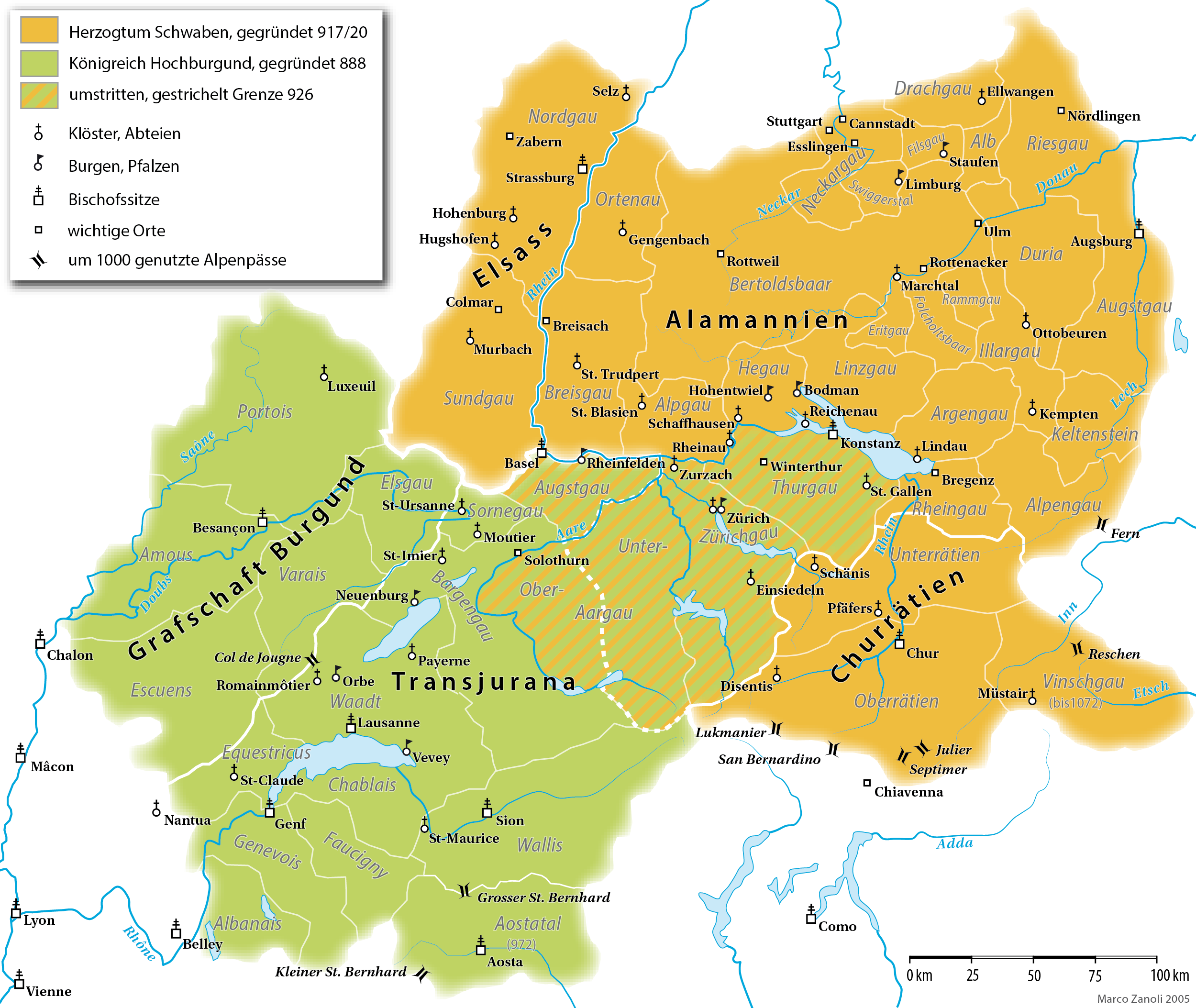
10世纪和11世纪时的施瓦本公国（上右）和上勃艮第。右侧库尔雷蒂亚属于士瓦本公国

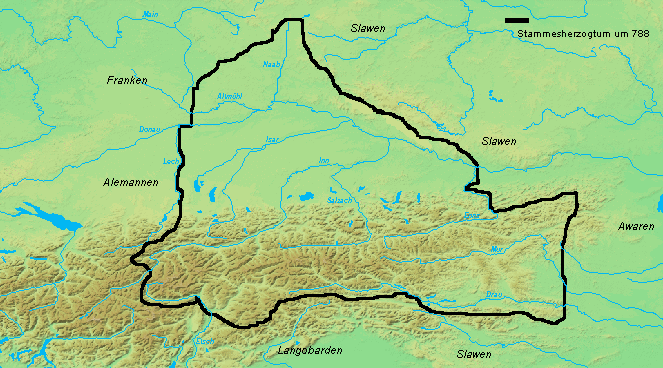
788年时巴伐利亚部落公国的范围。向西它的边界是莱希河，向西南部分过去属于雷蒂亚的地区在它的疆域内。向东过去整个诺里库姆包含在它的疆域内，向北沿納布河它伸入过去的雷蒂亚北疆内

由于罗马丧失对阿尔卑斯山北的控制，雷蒂亚开始南北分化，但与此同时它也开始东西分化。
- 阿勒曼人不仅占据了阿尔卑斯山北麓莱希河以西第二雷蒂亚的地区，而且还占据了第一雷蒂亚博登湖畔的地区。10世纪时今天属于格劳宾登的地区决定与西北方的阿勒曼人合并为士瓦本公國。
- 巴伐利亚人则占据了第二雷蒂亚莱希河以东的地区，而且还逐渐占据了过去雷蒂亚南部的地区。

雷托-罗曼语只有在过去雷蒂亚的南部保存下来。库尔教区和博爾扎諾-布雷薩諾內教區维持基督教在当地的存在。第二雷蒂亚行省沿莱希河分裂为文化和政治上都不同的东西两部分。在第一雷蒂亚行省首先形成的统治体系是库尔教区。沿因河河谷它向北的统治范围达到阿尔特芬斯特穆恩茨。从那里向北属于博爾扎諾-布雷薩諾內教區。约550年时莱希河以西的雷蒂亚部分，包括库尔，属于法兰克王国。法兰克人没有强迫更改库尔教区的文化、宗教和语言。莱希河以东的巴伐利亚公国最早的文献证据出于555年。一直到788年查理曼统治时期它才被并入法兰克王国。这样一来整个雷蒂亚全部被并入法兰克王国。
12世纪里在东部蒂罗尔伯爵开始强大，与此同时在西部库尔教区的民众反对其主教把他的领地交付给与他友好的哈布斯堡王朝管理组成一个联盟，加固了阿尔特芬斯特穆恩茨作为两个地区的分界线，最后这道分界线一直保存到今天。以库尔为中心的联盟是根据舊瑞士邦聯的先例组成的，最后（1814年以后）它加入了今天的瑞士。14世纪蒂罗尔伯爵领地最终落入哈布斯堡王朝手中，因此今天阿尔卑斯山雷蒂亚东部的地区分给奥地利和意大利。

## 18世纪至今
在中世纪以及在18和19世纪里雷蒂亚这个名称常常被用来指三同盟自由州。1799年4月21日三同盟自由州加入赫爾維蒂共和國，当时使用的名字就是雷蒂亚，后来才改为格劳宾登。知道今天为止雷蒂亚还往往用来取代格劳宾登，比如雷蒂亚铁路等。

## 居民点、城市、地面和水域名称
| 雷蒂亚境内的城市、居民点和地名                | 今天的名称                           | 雷蒂亚境内的水域  | 今天的名称 |
| --------------------------------------------- | ------------------------------------ | ----------------- | ---------- |
| Abodiacum、Abudiacum或Abuzacum（阿玻迪亚孔 ） | 今登克林根一市区                     |                   |            |
| Abusina                                       | 艾宁根兵营，今多瑙河畔诺伊施塔特市区 |                   |            |
| Ad Ambrae                                     | 申盖辛（不肯定）                     | Amber或Ambra      | 安珀河     |
| Ad Fines                                      | 普芬（与上日耳曼尼亞行省的边界）     |                   |            |
| Ad Lunam                                      | 位于今隆塞境内，过去是一军营         |                   |            |
| Ad Novas                                      | 伊格灵                               |                   |            |
| Ad Rhenum                                     | 聖馬格雷滕                           |                   |            |
| Aeni Pons或Aenipontum                         | 因斯布鲁克                           | Aenus, Oenus      | 因河       |
| Alae                                          | 阿倫                                 |                   |            |
| Alkimoennis                                   | 今凱爾海姆附近                       |                   |            |
| Aquilea、Aquileia或Aquileja                   | 海登海姆                             |                   |            |
| Arbor Felix                                   | 阿爾邦                               |                   |            |
| Artobriga                                     | ??                                   | Athesis           | 阿迪杰河   |
| Augusta(e)                                    | 今施特劳宾附近                       |                   |            |
| Augusta Vindelicum                            | 奥格斯堡                             | Licca或Licus      | 莱希河     |
| Batava、Batavis和Boiodurum]]                  | 帕绍                                 |                   |            |
| Bilitio                                       | 貝林佐納                             |                   |            |
| Biriciana                                     | 巴伐利亚州魏森堡                     |                   |            |
| Bragodunum (-urum)                            | ??                                   |                   |            |
| Bratananium                                   | 高廷                                 |                   |            |
| Brigantia、Brigantium和Brecantia              | 布雷根茨                             | Brigantinus lacus | 博登湖     |
| Burgus Centenarium                            | 布格萨拉赫                           |                   |            |
| Caelius Mons或Mons Caelius                    | 伊勒河畔凯尔明茨                     |                   |            |
| Cambodunum或Cambidunum                        | 肯普滕                               | Ilaraus, Hilara   | 以勒河     |
| Casillacum或Cassiliacum                       | 可能是梅明根或其今天的一市区         |                   |            |
| Castra Augusta                                | 盖瑟尔赫灵                           |                   |            |
| Castra Regina和Reginum                        | 雷根斯堡                             | Danuvius          | 多瑙河     |
| Celeusum                                      | 普弗灵                               |                   |            |
| Clunia                                        | 費爾德基希                           |                   |            |
| Constantia                                    | 康斯坦茨                             |                   |            |
| Cunus Aureus                                  | 施普吕根山口                         |                   |            |
| Curia                                         | 库尔                                 |                   |            |
| Dormitium                                     | 今纳瑟莱特市区之一                   |                   |            |
| Esco                                          | （位于韋爾塔赫河畔某处）             |                   |            |
| Foetes                                        | 瓦德纳                               |                   |            |
| Foetus或Fauces                                | 菲森                                 |                   |            |
| Forum Tiberii                                 | ??                                   |                   |            |
| Germanicum                                    | 克兴                                 |                   |            |
| Guntia、Gontia(e)或Contia                     | 金茨堡                               | Guntia            | 金茨河     |
| Iciniacum                                     | 泰伦霍芬                             |                   |            |
| Inutrum                                       | 瑙德斯                               |                   |            |
| Iovisara                                      | ??                                   | Isarus或Isara     | 伊萨尔河   |
| Isinisca, Isunisca                            | ??                                   |                   |            |
| Lapidaria                                     | 安德爾                               |                   |            |
| Magia                                         | 邁恩費爾德                           |                   |            |
| Matreium                                      | 布伦纳山口马特赖                     |                   |            |
| Navoae                                        | 埃根塔尔                             |                   |            |
| Parrodunum                                    | 布格海姆                             |                   |            |
| Parthanum或Partanum                           | 帕滕基兴                             |                   |            |
| Petrenses                                     | 多瑙河畔菲尔斯霍芬                   |                   |            |
| Phoebiana                                     | 劳英根市区之一                       |                   |            |
| Pinianis                                      | 贡德雷明根                           |                   |            |
| Pons Aeni或Ad Aenum                           | 普法芬霍芬                           |                   |            |
| Pons Drusi                                    | 今博尔扎诺附近一驿站                 |                   |            |
| Pontes Tesseni                                | ??                                   |                   |            |
| Quintanis                                     | 金青                                 |                   |            |
| Rapae                                         | 施瓦布明兴                           | Rhenus            | 莱茵河     |
| Rostrum Nemaviae                              | 蒂克海姆                             |                   |            |
| Sablonetum                                    | 埃林根                               |                   |            |
| Scarbia                                       | 沙尔尼茨                             |                   |            |
| vicus Scuttarensis                            | 纳森费尔斯                           |                   |            |
| Sorviodorum                                   | 施特劳宾                             |                   |            |
| Subsavione                                    | 基乌萨                               |                   |            |
| Submuntorium、Submontorium或Sum(m)untorium    | 梅尔廷根                             |                   |            |
| Tasgetium                                     | 埃申茨                               |                   |            |
| Teriolae或Teriolis                            | 齊爾                                 | Ticinus           | 提契诺河   |
| Umiste                                        | 伊姆斯特                             |                   |            |
| Urusa                                         | 赖斯廷                               |                   |            |
| Vallatum                                      | 曼兴                                 |                   |            |
| Veldidena或Vetonina                           | 今因斯布鲁克市区之一                 |                   |            |
| Vemania                                       | 位于今阿尔高地区伊斯尼境内           |                   |            |
| Venaxamodurum                                 | 多瑙河畔诺伊堡                       |                   |            |
| Viana                                         | 可能是梅明根或其一市区               |                   |            |
| Vimana                                        | 阿尔高地区伊斯尼                     | Virda或Virdo      | 韋爾塔赫河 |
| Vipitenum                                     | 维皮泰诺                             |                   |            |

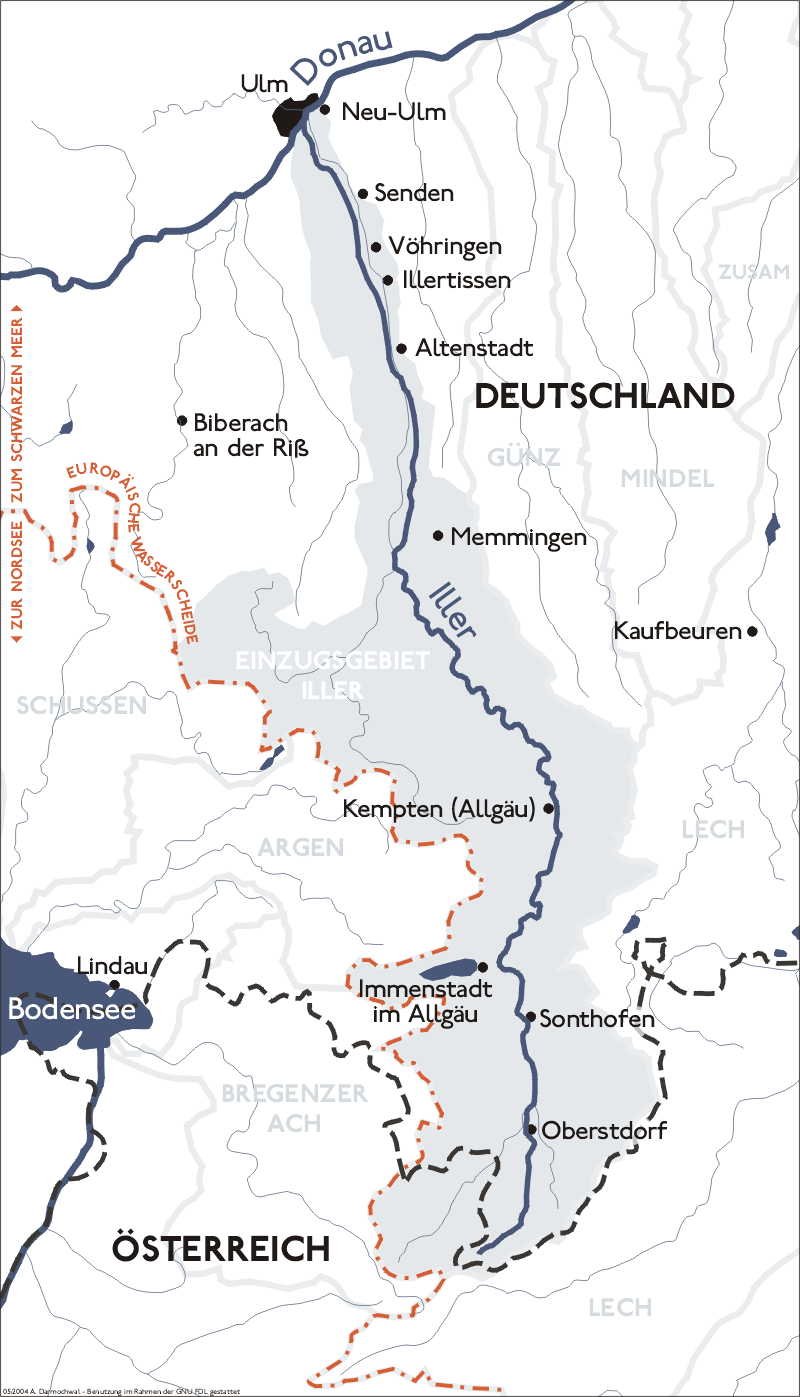
以勒河是雷蒂亚行省内的一条河流

许多河流的名称源于凯尔特语。讷德林根所在的撞击坑被称为讷德林根里斯，其中的“里斯”就源于雷蒂亚。
上面的罗马地名源于遗留下来的文献（文学作品、波伊廷格地图、《安多寧的旅程》、《百官志》和罗马里程碑），其中的地名很少是用主格的格式遗留下来的，而往往是以方位格（位于某某处）、宾格（去往某某处）或者离格（来自某某处）的格式遗留下来的。从这些格引导出主格并不容易，假如一个地名的词源不明的话有时甚至不可能。

## 书籍
- Rudolf Degen: Die raetischen Provinzen des römischen Imperiums. 发表在: Historisch-antiquarische Gesellschaft von Graubünden (编辑): Beiträge zur Raetia Romana. Voraussetzungen und Folgen der Eingliederung Rätiens ins römische Reich. Terra Grischuna, 库尔1987年, ISBN 3-908133-37-8 1–43页
- Richard Heuberger: Rätien im Altertum und Frühmittelalter. Forschungen und Darstellungen. 第1卷. Wagner, 因斯布鲁克1932年. (Schlern-Schriften 第20卷; Neudrucke Scientia, 阿伦1971年和1981年)
- Reinhold Kaiser: Churrätien im frühen Mittelalter. Ende 5. bis Mitte 10. Jahrhundert. 第2版. Schwabe, 巴塞尔2008年
- Andreas Kakoschke: Die Personennamen in der römischen Provinz Rätien. Olms, 希尔德斯海姆2009年
- Gerhard Rasch: Antike geographische Namen nördlich der Alpen. de Gruyter, 柏林2005年. ISBN 3-11-017832-X （1950年在海德堡作为博士论文发表，含有非常详细的来源注释）
- Franz Schön: Der Beginn der römischen Herrschaft in Rätien. 锡格马林根1986年 ISBN 3-7995-4079-2
- Felix Staehelin: Die Schweiz in Römischer Zeit. 第3版. Schwabe, 巴塞尔1948年
- Gerold Walser: Die römischen Straßen und Meilensteine in Raetien. 维滕堡州立博物馆，斯图加特1983年

## 延伸阅读
- PC von Planta, Das alte Rätien (Berlin, 1872)
- T Mommsen in Corpus Inscriptionum Latinarum, iii. p. 706
- Joachim Marquardt, Römische Staatsverwaltung, 1. (2nd ed., 1881) p. 288
- Ludwig Steub, Ueber die Urbewohner Rätiens und ihren Zusammenhang mit den Etruskern (Munich, 1843)
- Julius Jung, Römer und Romanen in den Donauländern (Innsbruck, 1877)
- William Smith's Dictionary of Greek and Roman Geography (1873)
- T Mommsen, The Roman Provinces (English translation, 1886), i. pp. 16, 161, 196
- Mary B Peaks, The General Civil and Military Administration of Noricum and Raetia (Chicago, 1907).

47°22′N 8°34′E / 47.36°N 8.56°E